# 코리나 스미트
코리나 스미트(Corina Smith, 1991년 9월 8일 ~ )는 베네수엘라의 가수, 배우, 모델이다.

## 음반 목록

### EP
- Antisocial (2022)